# Hugo Díaz (músico)
Víctor Hugo Díaz (Santiago del Estero, 10 de agosto de 1927 – Buenos Aires, 23 de octubre de 1977) fue un músico argentino intérprete de armónica, cultor de la música de raíz folklórica, del tango y del jazz. De formación intuitiva, tocaba también violín, piano y contrabajo. Se inició en la radio de su provincia natal en 1936, y a los veinte años integró como bajista una banda de jazz.

## Carrera
Su carrera comienza en 1936, cuando pidió a don Oscar Segundo Carrizo subir al escenario, en una de tantas oportunidades, para actuar con el conjunto Los Ckari Huainas, en radio, razón por la que siempre vivió agradecido con don Oscar —a quien considera su descubridor— y su familia por la gran oportunidad. Tan grande es su agradecimiento que grabó la vidala de don Oscar Tu tremendo silencio junto a los Hermanos Ibáñez.
En 1948, por intercesión de Félix Pérez Cardozo, debutó en la peña Achalay Huasi, de Buenos Aires. Fue uno de los primeros artistas populares que actuó en la televisión argentina.
En 1949 formó su primer conjunto, integrado por su esposa, Victoria Cura, como cantante; su cuñado, el percusionista Domingo Cura, y los guitarristas José Jerez, Julio Carrizo y Nelson Murúa, presentándose en Radio Belgrano de Buenos Aires. Una de las más recordadas formaciones de su conjunto reunía a Domingo Cura en percusión, Mariano Tito en vibráfono, Kelo Palacios en guitarra, Eduardo Lagos y Osvaldo Berlingieri en piano, Oscar Alem en bajo, y Eduardo Ávila en quena.
En su primer disco, para el sello TK, registró el célebre tema Pájaro campana.
A partir de su presentación en Leverkusen, Alemania, contó con el apoyo de la casa Hohner, fabricante de las armónicas que utilizaba.
Para 1953, cuando conoció en Bélgica a sus pares Toots Thielemans y Larry Adler, ya era considerado uno de los mejores intérpretes de armónica del mundo. Viajó más tarde a los Estados Unidos, donde tuvo ocasión de tocar junto a Louis Armstrong y Oscar Peterson. De sus innumerables giras deben destacarse sus actuaciones en La Scala de Milán —junto a los cantantes líricos Renata Tebaldi y Mario del Monaco—, en Medio Oriente y en Japón. Grabó en España con Waldo de los Ríos. En 2007 el director austríaco Stefan Ruzowitzky dirigió la película Los falsificadores, cuya banda sonora incluye numerosos temas de Víctor Hugo Díaz.
Dotado de sensibilidad y talento excepcionales, fue notable su capacidad de improvisación y de incorporar efectos percusivos en la ejecución de su instrumento que aumentaron sus posibilidades expresivas.
Entre sus obras se destacan Zamba del ángel, con letra de Ariel Petrocelli; No la hallo, chacarera con Oscar Liza, y los instrumentales El perro, gato, Zamba mía y Zamba de los cuatro vientos.
En 2021 se publicó el libro "Hugo Díaz, una vida armónica" donde distintas personalidades de la música, amigos, familiares y gente que estuvo en contacto con el músico abordan su figura y legado.

## Discografía (incompleta)
- Sello Odeón:
  - Cantares de mi tierra.
- Sello Tonodisc:
  - Hugo Díaz en Buenos Aires (1972), tangos, 3 vols.;
  - Hugo Díaz para Gardel 40 Años Después (Homenaje a Carlos Gardel) (1975);
  - Nostalgias Santiagueñas (s/f.);
  - Hugo Díaz: Chacareras.
- Sello RCA Victor:
  - Magia en el folklore (ca. 1968), 2 vols.;
  - Gigante del folklore (1982);
  - Mi armónica y yo.
- Sello Music Hall:
  - Así es Hugo Díaz (s/f.);
  - Baile en el campo (s/f.);
  - Aquí está Hugo Díaz (1972);
  - Tacita de plata (1987).
- Sello Difusión Musical:
  - Lo mejor de Hugo Diaz (ca. 1967).
- Otros sellos: Jazz.[1]

## Vida personal
Su mujer fue la cantante Victoria Cura, su cuñado el percusionista Domingo Cura, y su hija la cantante de rock Mavi Díaz. Su nieto Danilo a.k.a. Dano, continúo con su legado musical, siendo un pilar del hip hop hablahispano en la actualidad

## Su vida en el cine
En 2007 se estrenó la película sobre su vida y obra, denominada A los cuatro vientos, dirigida y producida por Alejandro Larrán.